# 1849
1849 (MDCCCXLIX) a fost un an obișnuit al calendarului gregorian, care a început într-o zi de luni. 

## Evenimente

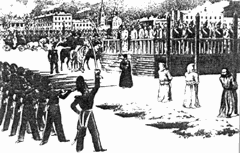
Simulacrul execuției membrilor Cercului Petrașevski

### Ianuarie
- 8 ianuarie: Are loc masacrul de la Aiud, în care revoluționarii români au ucis peste 600 de civili maghiari.

### Martie
- 23 martie: Bătălia de la Novara. Confruntare din Primul Război Italian de Independență între trupele austriece sub comanda lui Joseph Radetzky care au învins forța italiană, mai numeroasă, comandată de Carol Albert, regele Sardiniei-Piemont.

### Aprilie
- 14 aprilie: Ungaria își declară independența față de Austria.
- 23 aprilie: Rusia: Arestarea membrilor Cercului Petrachevski. 21 de condamnați la moarte printre care și Fiodor Dostoievski. La 22 decembrie, după un simulacru de execuție, condamnările sunt transformate în deportări.
- 26 aprilie-8 august: Timișoara este asediată de forțele revoluționare maghiare (cel mai lung asediu).
- 27 aprilie: Giuseppe Garibaldi intră în Roma s-o apere de trupele franceze ale generalului Oudinot.

### Mai
- 12 mai: Începutul domniei regelui Willem al III-lea al Țărilor de Jos (n. Willem Alexander Paul Frederik Lodewijk), (până în 1890).

### Iunie
- 2 iunie: Alexis de Tocqueville devine ministru de externe al Franței.
- 5 iunie: Danemarca devine monarhie constituțională.
- 16 iunie: În Țara Românească își începe domnia Barbu Știrbei (n. Barbu Dimitrie Știrbei), fratele domnitorului Gheorghe Bibescu. Barbu Știrbei a fost adoptat de ultimul boier Știrbei, a luat numele acestuia și a dat naștere familiei Știrbeilor moderni.

### August
- 8 august: Austria zdrobește rebeliunea maghiară cu ajutor rusesc.
- 24 august: Veneția capituleză în fața trupelor austriece după 4 luni de asediu.

### Nedatate
- 1849-1860: Timișoara este capitală a noii provincii imperiale Voivodina Sârbească și Banatul Timișan.
- Delegația condusă de mitropolitul Andrei Șaguna prezintă împaratului Franz Joseph I Petițiunea generală a fruntașilor români din Transilvania, Banat și Bucovina, prin care se cerea recunoașterea națiunii române.
- Epidemie de holeră în Europa.

## Arte, științe, literatură și filozofie
- Apare la Brașov gazeta Espatriatul
- Charles Dickens publică David Copperfield
- Fizicianul francez Hippolyte Fizeau a măsurat viteza luminii cu ajutorul unei roți dințate rotative
- Soeren Kierkegaard scrie Maladie mortală
- Léon Foucault observă că sodiul (sau linia D din spectrul solar) este absorbit de linia D corespunzătoare unui arc electric, prima cheie în descifrarea naturii liniilor spectrale.
- Arnold Adolph Berthold⁠(d) demonstrează efectul hormonilor, demonstrând că, dacă sunt administrați unor cocoși castrați, previn apariția semnelor specifice castrării.[1]

## Nașteri
- 12 ianuarie: Jean Béraud, pictor francez (d. 1935)
- 22 ianuarie: August Strindberg (n. Johan August Strindberg), scriitor suedez (d. 1912)
- 24 ianuarie: Badea Cârțan (n. Gheorghe Cârțan), țăran român care a luptat pentru independența românilor din Transilvania (d. 1911)
- 25 ianuarie: Arhiducesa Matilda de Austria (d. 1867)
- 19 martie: Alfred von Tirpitz, comandant de nave german (d. 1930)
- 13 mai: Panas Mirnîi, scriitor ucrainean (d. 1920)
- 2 iulie: Maria Theresa de Austria-Este, regină a Bavariei (d. 1919)
- 2 august: Prințesa Maria Pia de Bourbon-Două Sicilii (d. 1882)
- 12 septembrie: Alfonso Carlos, Duce de San Jaime, pretendent carlist la tronul Spaniei și pretendent legitimist la tronul Franței (d. 1936)
- 14 septembrie: Ivan Pavlov, om de știință rus, laureat al Premiului Nobel (d. 1936)
- 11 octombrie: Carl Wolff, economist și politician sas din Transilvania (d. 1929)
- 29 noiembrie: John Ambrose Fleming, inginer și fizician englez (d. 1945)
- 6 decembrie: August von Mackensen, feldmareșal german (d. 1945)
- 27 decembrie: Prințesa Alice de Parma (d. 1935)
- 31 decembrie: Kornél Ábrányi (fiul), romancier, poet și jurnalist maghiar (d. 1913)

## Decese
- 11 martie: Maria Christina a celor Două Sicilii (n. Maria Cristina Amelia Teresa), 70 ani, regină a Sardiniei (n. 1779)
- 17 martie: Regele Willem al II-lea al Țărilor de Jos (n. Willem Frederic George Ludovic), 56 ani (n. 1792)
- 3 aprilie: Juliusz Słowacki, 39 ani, poet polonez (n. 1809)
- 28 mai: Anne Brontë, 29 ani, scriitoare engleză (n. 1820)
- 30 mai: Joseph Marlin, 24 ani, scriitor și jurnalist german originar din Transilvania (n. 1824)
- 28 iulie: Carol Albert (n. Carlo Alberto Amedeo di Savoia), 50 ani, rege al Sardiniei (n. 1798)
- 9 septembrie: Marele Duce Mihail Pavlovici al Rusiei, 51 ani, fiul cel mic al Țarului Pavel I al Rusiei (n. 1798)
- 25 septembrie: Johann Strauss (tatăl), 45 ani, compozitor austriac (n. 1804)
- 7 octombrie: Edgar Allan Poe, 40 ani, scriitor, poet american (n. 1809)
- 17 octombrie: Frédéric Chopin (n. Fryderyk Franciszek Chopin), 39 ani, compozitor de origine poloneză (n. 1810)
- 2 decembrie: Adelaide de Saxa-Meiningen (n. Adelheid Amalie Luise Therese Caroline), 57 ani, regină a Regatului Unit (n. 1792)